# Bourgognea obscurior
Bourgognea obscurior is een vlinder uit de familie zakjesdragers (Psychidae). De wetenschappelijke naam van deze soort is voor het eerst geldig gepubliceerd in 1962 door Bourgogne.